# Conus ventricosus
Conus ventricosus Gmelin, 1791 è un mollusco gasteropode marino della famiglia Conidae, diffuso nel Mar Mediterraneo.

## Descrizione
Ha una conchiglia molto resistente, di forma grossolanamente biconica, di colorazione dal verde al bruno-olivastro, sino a 7 cm di lunghezza. L'opercolo è lungo e stretto.

## Distribuzione e habitat
Specie comune nel mar Mediterraneo.
È presente anche in un raggio di circa 50 km attorno a Faro, in Porto: in questa zona, alcune popolazioni sono riconosciute come Conus ventricosus, mentre altre sono state indicate come Conus desidiosus in base ad una ipotesi di Monteiro e Tenorio, ma le differenze tra la morfologia di queste popolazioni e l'olotipo del Conus desidiosus sono tali da rendere questa ipotesi non sostenibile.
La presenza del Conus ventricosus sulle coste atlantiche del Marocco è basata su una indicazione personale di J. Conde , ma non è suffragata da alcuna pubblicazione o esemplare illustrato e, fino a prova contraria, si deve ritenere che il Conus ventricosus non sia presente sulla coste atlantiche del Marocco.
Il Conus venticosus non è presente nelle Isole Canarie.
I rarissimi esemplari fino ad ora indicati come Conus ventricosus, con origine in Senegal, si sono dimostrati essere esemplari di altre specie.
L'unica indicazione documentata  non è considerata sufficientemente attendibile. Nel 2009 è stato descritto il Conus tacomae (Boyer & Pelorce, 200), che gli autori indicano come appartenente al gruppo del Conus ventricosus.

## Biologia
Ha abitudini notturne.
È un predatore con dieta carnivora e come tutti i Conidi è provvisto di un aculeo velenoso con cui immobilizza le prede.